# Asiatische Hausratte
Die Asiatische Hausratte (Rattus tanezumi) ist eine Säugetierart aus der Gattung der Ratten innerhalb der Nagetiere (Rodentia). Sie galt lange Zeit als asiatische Form der Hausratte (Rattus rattus) und ist über weite Teile Asiens verbreitet. Als Neozoon wurde sie zudem vor allem in Südostasien und auf den pazifischen Inseln eingeführt.

## Merkmale
Die Asiatische Hausratte ist eine mittelgroße Ratte mit einer Kopf-Rumpf-Länge von 10,5 bis 21,5 Zentimeter und einer Schwanzlänge von 12 bis 23 Zentimeter. Dadurch entspricht die Länge des Schwanzes etwa der restlichen Körperlänge. Im Vergleich zur nahe verwandten Hausratte (Rattus rattus) ist der Schwanz in der Relation zum Körper jedoch etwas kürzer. Sie entspricht der Hausratte sowohl in der Färbung wie im Habitus weitestgehend und kann nur auf der Basis genetischer Daten sicher von dieser unterschieden werden. Das Fell ist sehr kurz und rau. Die Rückenfarbe besteht aus verschiedenen Brauntönen und blassbraunen Haaren mit schwarzen Haarspitzen. Die Bauchseite ist grau mit gelblich-weißen Haarspitzen. Der Schwanz ist einfarbig braun oder im Bereich des Schwanzansatzes an der Unterseite etwas heller als an der Oberseite. Die Füße sind an den Seiten und auf den Fingern weißlich mit grau-braunen Flecken. Die Hinterfüße erreichen eine Länge von 26 bis 35 Millimeter, die Ohren eine Länge von 17 bis 23 Zentimeter.

## Verbreitung
Das Verbreitungsgebiet der Asiatischen Hausratte besteht aus einem Gebiet, in der die Ratte ursprünglich verbreitet war, sowie einer Reihe von Gebieten, in denen sie eingeführt wurde. Die genauen Abgrenzungen dieser Gebiete sind bis heute nicht vollständig geklärt. Das natürliche Verbreitungsgebiet reicht wahrscheinlich vom Osten Afghanistans über den Nordosten Indiens, Nepal, Bhutan, Bangladesch und große Gebiete der Volksrepublik China, einschließlich Hainan, und Korea. Von hier aus zieht es sich nach Süden über Laos, Kambodscha, Vietnam und Thailand bis zum Isthmus von Kra. Unklarheit besteht darüber, ob die japanischen Inseln und Taiwan zum ursprünglichen Verbreitungsgebiet gehören oder ob die Art auf den Inseln eingeführt wurde. Sicher eingeführt wurde die Art dagegen nach Malaysia sowie auf die Sundainseln einschließlich der Mentawai-Inseln, die sie umgebenden Inselgruppen, die Nikobaren, einen großen Teil der Philippinen sowie viele weitere Inselgruppen Südostasiens bis Neuguinea und von hier über weite Teile Mikronesiens bis Eniwetok und die Fidschi-Inseln.

## Lebensweise
Die Asiatische Hausratte lebt vor allem in und um Ortschaften und in landwirtschaftlich genutzten Flächen. Dabei leben die Tiere sowohl am Boden wie auch in Gebäuden. Sie sind Generalisten und sehr anpassungsfähig.

## Systematik
Der Artstatus der Asiatischen Hausratte war lange umstritten und sie wurde als asiatische Form der Hausratte (Rattus rattus) angesehen. Innerhalb der Art werden neben der Nominatform keine Unterarten unterschieden, allerdings ist es möglich, dass sie einen Komplex mehrerer naher verwandter Arten umfasst. Die phylogenetische Trennung von der Hausratte fand wahrscheinlich vor etwa 400.000 Jahren statt, das gemeinsame Taxon trennte sich von der Linie, die die Pazifische Ratte (Rattus exulans) enthält, vor etwa 2,2 Millionen Jahren und von der, die die Wanderratte (Rattus norvegicus) beinhaltet, vor etwa 2,9 Millionen Jahren.

## Gefährdung und Schutz
Die Art wird von der International Union for Conservation of Nature and Natural Resources (IUCN) aufgrund des großen Verbreitungsgebiets und der hohen Bestandszahlen als nicht gefährdet („least concern“) eingestuft.

## Belege
1. 1 2 3  Oriental House Rat. In: Andrew T. Smith, Yan Xie: A Guide to the Mammals of China. 2008, S. 272.
2. 1 2 3 4 5 6  Rattus tanezumi in der Roten Liste gefährdeter Arten der IUCN 2012.2. Eingestellt von: L. Heaney, S. Molur, 2008. Abgerufen am 21. November 2012.
3. 1 2   Rattus tanezumi (Memento vom 1. Februar 2017 im Internet Archive). In: Don E. Wilson, DeeAnn M. Reeder (Hrsg.): Mammal Species of the World. A Taxonomic and Geographic Reference. 2 Bände. 3. Auflage. Johns Hopkins University Press, Baltimore MD 2005, ISBN 0-8018-8221-4.
4. 1 2  Judith H. Robins, Patricia A. McLenachan, Matthew J. Phillips, Lauren Craig, Howard A. Ross, Elizabeth Matisoo-Smith: Dating of divergences within the Rattus genus phylogeny using whole mitochondrial genomes. In: Molecular Phylogenetics and Evolution. Bd. 49, Nr. 2, November 2008, ISSN 1055-7903, S. 460–466, doi:10.1016/j.ympev.2008.08.001.